# Cantó de Vilanuèva d'Òlt Nord
El cantó de Vilanuèva d'Òlt Nord és un cantó francès del departament d'Òlt i Garona, situat al districte de Vilanuèva d'Òlt. Compta amb 1 municipi i part del de Vilanuèva d'Òlt.

## Municipis
- Ledat
- Vilanuèva d'Òlt

## Història
| Data d'elecció                           | Identitat      | Partit          | Qualitat |
| ---------------------------------------- | -------------- | --------------- | -------- |
| 1985-1992                                | Evelyne Dupuet | RPR             |          |
| 1992-1995                                | M. Larroche    | UDF             |          |
| 1995-1998                                | Evelyne Dupuet | UDF             |          |
| 1998-2004                                | Serge Léonard  | PS, després UDF |          |
| 2004-                                    | Alain Soubiran | PS              |          |
| les dades anteriors no són pas conegudes |                |                 |          |
|                                          |                |                 |          |

## Demografia
| 1962 | 1968 | 1975 | 1982 | 1990 | 1999 | 2006   |
| ---- | ---- | ---- | ---- | ---- | ---- | ------ |
| -    | -    | -    | -    | -    | -    | 16.048 |